# Tuberculancylistes ratovosoni
Tuberculancylistes ratovosoni är en skalbaggsart som beskrevs av Stefan von Breuning 1964. Tuberculancylistes ratovosoni ingår i släktet Tuberculancylistes och familjen långhorningar.
Artens utbredningsområde är Madagaskar. Inga underarter finns listade i Catalogue of Life.